# SN 2007ra
SN 2007ra – supernowa typu Ia odkryta 12 listopada 2007 roku w galaktyce A233423-0053. W momencie odkrycia miała maksymalną jasność 19,90m.